# Podgórnoie (Bélgorod)
|  | Per a altres significats, vegeu «Podgórnoie». |

Podgórnoie - Подгорное (rus) - és un poble de l'óblast de Bélgorod, a Rússia. El 2010 tenia 595 habitants. Pertany al districte (raion) de Valuiki.